# Andrija Perčić
Andrija Perčić (Subotica, Yugoslavia, 12 de octubre de 1942-Rijeka, Croacia, 2 de febrero de 2017) fue un futbolista y entrenador croata. 

## Trayectoria
Durante su carrera como futbolista destaca como un hábil delantero, convirtiéndose en uno de los jugadores destacados del HNK Rijeka, club al que llegó en 1964 desde Subotica. Posteriormente el técnico Ilijas Pašić lo lleva a jugar al fútbol de Suiza. 
Tras su retiro, a fines de la década del setenta, comienza a trabajar como instructor en la Escuela Experimental de Fútbol de Rijeka junto a Josip Skoblar y Željko Mudrovčić, logrando grandes resultados en la formación de técnicos y jugadores. Luego, de dedicó por 3 años a trabajar en un laboratorio de fútbol en Italia.
Recomendado por su compatriota Mirko Jozić, llega a Chile en 1991 para dirigir a Deportes Antofagasta, tras las gestiones del dirigente Edmundo Ziede. La ciudad chilena tiene una gran colonia croata, por lo que no fue difícil su llegada, pese a las dificultades en el idioma, aunque él se comunicaba en italo-español o itañol que aprendió durante su estadía en Mendrisio. Las campañas de Perčić en el club antofagastino le hicieron valer rápidamente de un gran prestigio en Chile.
Luego pasa a Huachipato donde alterna campañas regulares en el club de Talcahuano. Se le atribuye a su trabajo el fortalecimiento del área formativa del club, convirtiendo a los acereros en una institución formadora. Deja el club en 1999 y pese a negociar con algunos clubes decide volver a Croacia.
En 2007 vuelve a dirigir por última vez en Chile a Coquimbo Unido, intentando salvar al club del descenso, lo que finalmente no consigue.
Dotado de un carácter fuerte y una gran rigurosidad, implementó en Chile un juego pragmático y defensivo al que llama Calcio Moderno, lo que le valió varias críticas de sus colegas y la prensa. Es considerado junto al también croata Mirko Jozić, como grandes aportes al fútbol profesional de Chile.Falleció en el anonimato y fuera del radar para Chile en Rijeka el 7 de febrero de 2017, en donde a la ciudad de Antofagasta llega la noticia casi dos años después.

## Clubes

### Como futbolista
| Club          | País       | Año       |
| ------------- | ---------- | --------- |
| FK Bačka 1901 | Yugoslavia | 1960-1963 |
| HNK Rijeka    | Yugoslavia | 1964-1972 |
| FC Mendrisio  | Suiza      | 1972-1973 |

### Como entrenador
| Club                 | País       | Año       |
| -------------------- | ---------- | --------- |
| FC Mendrisio         | Suiza      | 1984-1985 |
| Spartak Subotica     | Yugoslavia | 1989      |
| Deportes Antofagasta | Chile      | 1991-1995 |
| Huachipato           | Chile      | 1995-1999 |
| Coquimbo Unido       | Chile      | 2007      |